# Obrium facetum
Obrium facetum es una especie de escarabajo longicornio del género Obrium, categorizada en la tribu Obriini, de la subfamilia Cerambycinae. Fue descrita por Holzschuh en 1989.

## Descripción
Mide 3,6-6,2 mm de longitud.

## Distribución
Se distribuye por Tailandia.